# История почты и почтовых марок Кении, Уганды, Танганьики
Кения, Уганда, Танганьика (англ. Kenya, Uganda, Tanganyika) — это название, употреблявшееся на британских почтовых марках, предназначенных для использования в британских колониях Кении, Уганде и Танганьике. Эти почтовые марки выпускались в обращение в период с 1935 по 1963 год почтовым объединением трех колоний, Восточно-Африканским управлением почт и электросвязи (англ. East African Posts and Telecommunications Administration), входившим в состав Восточноафриканской верховной комиссии (East African High Commission) с 1948 по 1961 год, Восточноафриканской организацией общих служб (East African Common Services Organization) с 1961 по 1967 год и Восточноафриканским сообществом с 1967 по 1977 год. Даже после обретения независимости новые самостоятельные государства продолжали использовать почтовые марки Кении, Уганды, Танганьики, которые годились для оплаты пересылки почтовых отправлений до 1977 года.

## Первые почтовые марки Кении, Уганды, Танганьики
Первые почтовые марки с надписью «Kenya, Uganda and Tanganyika» («Кения, Уганда и Танганьика») были выпущены в 1935 году в виде памятных марок общего дизайна к 25-летнему юбилею правления короля Георга V, а также в виде стандартной серии с портретом короля и местными видами. Они заменили марки с надписью «East Africa and Uganda Protectorates» («Протектораты Восточная Африка и Уганда») и «Kenya and Uganda» («Кения и Уганда»). Среди стандартных марок были марки, представлявшие собой резкое отклонение от обычных гравированных марок того периода: почтовые марки номиналом 10 центов и 1 фунт стерлингов были напечатаны типографским способом с силуэтом льва с цветовыми сочетаниями чёрный/жёлтый и чёрный/красный, соответственно.

## Георг VI
Марки тех же рисунков были перевыпущены в 1938 году с портретом Георга VI . В связи с нуждами военного времени в 1941 и 1942 годах на четырёх южноафриканских марках были сделаны надпечатки нового тарифа, но после войны возобновился выпуск марок обычных общих типов (выпуск мира, выпуск серебряной свадьбы и т. д.).

## Королева Елизавета II
Стандартная серия с новыми рисунками была выпущена в 1954 году для королевы Елизаветы, а в 1958 году пара памятных марок отметила 100-летие открытия (с европейской точки зрения) Великих Африканских озёр Бёртоном и Спиком .
В новой стандартной серии 1960 года использовались более простые и более символические рисунки, а в 1963 году за ней последовали три серии памятных марок. В этот момент почтовая служба перешла в ведение Восточноафриканской организации общих служб (East African Common Services Organization), которая выпустила памятные марки к Летним Олимпийским играм 1964 года с надписью «Uganda, Kenya, Tanganyika, Zanzibar» («Уганда, Кения, Танганьика, Занзибар»), хотя на Занзибаре они фактически никогда не использовались. После объединения Танганьики с Занзибаром и образованием Танзании на выпускавшихся в последующем почтовых марках была надпись: «Uganda, Kenya, Tanzania» («Уганда, Кения, Танзания»), причем эти три названия перечислялись в произвольно менявшемся порядке.

Эти почтовые марки выпускались параллельно с почтовыми марками каждого из новых независимых государств. До начала 1976 года Организация общих служб продолжала выпускать различные памятные марки с периодичностью около 10-12 штук в год.